# Campeonato Mundial de Clubes de Futsal 1986
El Campeonato Mundial de Clubes de Fútbol Sala de 1986 fue la primera edición de la competencia. Fue disputado a principio de año en Río de Janeiro, Brasil. Reunió a varios campeones de liga de Europa y de Sudamérica.
El torneo consagró campeón del mundo a Bradesco del país anfitrión por primera vez, al derrotar al español Interviú Lloyd's por 2 a 1 en la última fecha.

## Equipos participantes
| Confederación                        | País      | Club             | Condición                    |
| ------------------------------------ | --------- | ---------------- | ---------------------------- |
| Confederación Sudamericana de Futsal | Brasil    | Bradesco         | Anfitrión.                   |
| Confederación Sudamericana de Futsal | Argentina | Rosario Central  | Campeón de Primera División. |
| Confederación Sudamericana de Futsal | Paraguay  | Olimpia          | Campeón de Primera División  |
| Confederación Sudamericana de Futsal | Uruguay   | Peñarol          | Campeón de Primera División  |
| Unión Europea de Futsal              | España    | Interviú Lloyd's | Campeón de Primera División  |
| Unión Europea de Futsal              | Portugal  | Portugués        | Campeón de Primera División  |

## Formato
Los 6 participantes se enfrentaron bajo el sistema de todos contra todos a una sola rueda. El mejor posicionado en la tabla de posiciones obtuvo el campeonato.

## Resultados

### Fase Única
| Equipos          | Pts | J | G | E | P | GF | GC | Dif |
| ---------------- | --- | - | - | - | - | -- | -- | --- |
| Bradesco         | 4   | 5 | 2 | 0 | 0 | 12 | 1  | +11 |
| Interviú Lloyd's | 7   | 5 | 3 | 1 | 1 | 20 | 14 | +6  |
| Peñarol          | 1   | 5 | 0 | 1 | 0 | 4  | 4  | 0   |
| Rosario Central  | 0   | 5 | 0 | 0 | 1 | 4  | 6  | -2  |
| Portugués        | 0   | 5 | 0 | 0 | 1 | 2  | 6  | -4  |
| Olimpia          | 0   | 5 | 0 | 0 | 2 | 2  | 13 | -11 |

| marzo de 1986 | Interviú Lloyd's | 3:2 | Olimpia |  |  |

| marzo de 1986 | Local | vs. | Visita |  |  |

| marzo de 1986 | Bradesco | vs. | Visita |  |  |

| marzo de 1986 | Portugués | 2:6 | Interviú Lloyd's |  |  |

| marzo de 1986 | Olimpia | vs. | Visita |  |  |

| marzo de 1986 | Bradesco | vs. | Visita |  |  |

| 25 de marzo de 1986 | Interviú Lloyd's | 6:4 | Rosario Central |  |  |

| marzo de 1986 | Peñarol | vs. | Portugués |  |  |

| marzo de 1986 | Bradesco | 10:0 | Olimpia |  |  |

| 28 de marzo de 1986 | Peñarol | 4:4 | Interviú Lloyd's |  |  |

| marzo de 1986 | Olimpia | vs. | Visita |  |  |

| marzo de 1986 | Bradesco | vs. | Visita |  |  |

| marzo de 1986 | Local | vs. | Visita |  |  |

| marzo de 1986 | Local | vs. | Visita |  |  |

| 30 de marzo de 1986 | Bradesco | 2:1 | Interviú Lloyd's |  |  |

|                              |
|                              |
| Campeón Bradesco 1.er título |

## Tabla general
| Pos. | Equipo           | Pts | J | G | E | P | GF | GC | Dif. | Rend. |
| ---- | ---------------- | --- | - | - | - | - | -- | -- | ---- | ----- |
| 1    | Bradesco         | 4   | 5 | 2 | 0 | 0 | 12 | 1  | +11  | 100%  |
| 2    | Interviú Lloyd's | 7   | 5 | 3 | 1 | 1 | 20 | 14 | +6   | 70%   |
| 3    | Peñarol          | 1   | 5 | 0 | 1 | 0 | 4  | 4  | 0    | 55,5% |
| 4    | Rosario Central  | 0   | 5 | 0 | 0 | 1 | 4  | 6  | -2   | 38,8% |
| 5    | Portugués        | 0   | 5 | 0 | 0 | 1 | 2  | 6  | -4   | 50%   |
| 6    | Olimpia          | 0   | 5 | 0 | 0 | 2 | 2  | 13 | -11  | 33,3  |